# Isabela Kastilská (1355–1392)
Isabela Kastilská (1355 – 23. prosince 1392) byla dcerou Petra I. Kastilského a jeho milenky Marie z Padilly. Po svatbě své starší sestry Konstancie s Janem z Gentu, ji doprovázela do Anglie, a provdala se za Gentova mladšího bratra, Edmunda z Langley.

## Život
Isabela Kastilská byla nejmladší ze tří dcer Petra I. Kastilského a jeho milenky Marie z Padilly.
21. září 1371 se čtvrtý syn Eduarda III., Jan z Gentu, oženil s Isabelinou starší sestrou Konstancií, která si po otcově smrti v roce 1369 nárokovala kastilský trůn. Isabela doprovázela sestru do Anglie. 11. července 1372 se provdala za mladšího bratra Jana z Gentu, Edmunda z Langley, pátého syna Eduarda III. a Filipy z Hainaultu.
V důsledku své nerozvážnosti, které se dopustila s nevlastním bratrem Richarda II., Janem Holandským, navždy ztratila dobrou pověst. Po dle spisovatele Pugha, "nemůže být ignorována" možnost, že Holand mohl být otcem Isabelina oblíbeného syna, Richarda z Conisburghu.
Isabela požádala krále, aby jejímu synu Richardovi poskytl rentu 500 marek. Král jí vyhověl. Štědrost Richarda II. však vzala za své, když byl v roce 1399 sesazen a Isabelin mladší syn Richard od nového krále Jindřicha IV. žádné výhody neobdržel.
Isabela zemřela 23. prosince 1392, ve věku 37 let a 14. ledna 1393 byla pohřbena v dominikánském kostele v Kings Langley. Po Isabelině smrti se Edmund z Langley znovu oženil s Janou Holandskou, sestrou Edmunda Holandského, se kterým jeho dcera Konstancie žila jak jeho milenka. Isabela byla v roce 1379 jmenována nositelkou Podvazkového řádu.

## Potomci
Isabela a Edmund spolu měli tři děti:
- Eduard z Norwiche (1373 – 25. října 1415), 2. vévoda z Yorku, padl v bitvě u Azincourtu,
⚭ 1381 Beatrix Portugalská (1373–1420), sňatek byl později anulován papežem
⚭ 1398 Filipa z Mohunu (1367–1431)
- Konstancie z Yorku (1374 – 28. listopadu 1416), ⚭ 1397 Tomáš Despenser (22. září 1373 – 13. ledna 1400), 1. hrabě z Gloucesteru
- Richard z Konisburgu (20. července 1375 – 5. srpna 1415), 3. hrabě z Cambridge, ⚭ 1408 Anna Mortimerová (1388–1411)

## Shakespeare a Isabela Kastilská
Isabela se objevuje ve hře Williama Shakespeara Richard II.